# Xeroplexa
Xeroplexa is een geslacht van weekdieren uit de klasse van de Gastropoda (slakken).

## Soorten
- Xeroplexa arrabidensis (G. A. Holyoak & D. T. Holyoak, 2014)
- Xeroplexa belemensis (Servain, 1880)
- Xeroplexa carrapateirensis (G. A. Holyoak & D. T. Holyoak, 2014)
- Xeroplexa coudensis (G. A. Holyoak & D. T. Holyoak, 2010)
- Xeroplexa intersecta (Poiret, 1801) = Grofgeribde grasslak
- Xeroplexa olisippensis (Servain, 1880)
- Xeroplexa ponsulensis (D. T. Holyoak & G. A. Holyoak, 2014)
- Xeroplexa scabiosula (Locard, 1899)
- Xeroplexa setubalensis (L. Pfeiffer, 1850)
- Xeroplexa strucki (Maltzan, 1886)